# Renegade - Un Osso Troppo Duro
Renegade - Un Osso Troppo Duro é um longa-metragem italiano de 1987 do gênero comédia (com cenas de ação), dirigido por Enzo Barboni e estrelado por Terence Hill e Robert Vaughn. 
Neste filme, Terence Hill contracena com seu filho adotivo, Ross Hill, que morreria em janeiro de 1990, aos 17 anos de idade.

## Sinopse
Em um estilo de atuação preferida de Terence, "Renegade" é um filme que mescla ação, comédia e lembra os velhos filmes de faroeste, quando o vilão infringe a lei para tomar posse da terra alheia.
Terence Hill (Luke) é um acomodado cowboy que vive viajando pelo sudoeste americano com o seu cavalo e aplicando pequenos golpes para sobreviver. 
Após a prisão de seu amigo, Moose (Norman Bowler), este pede para que Luke seja o tutor do filho adolescente e também para cuidar das terras recém adquiridas; sendo assim, Luke e Matt (Ross Hill) chegam a Green Heaven e lá encontram o gângster, conhecido de Luke, que colocou Moose na cadeia e planeja desocupar toda a região para construir um empreendimento imobiliário que destruirá o paraíso ecológico que é o local. Com muita briga e algumas explosões, Luke e Matt desafiam o poder de Lawson (Robert Vaughn) para restaurar a paz e a lei.

## Elenco principal
- Terence Hill....Luke
- Robert Vaughn....Lawson
- Ross Hill....Matt
- Norman Bowler....Moose
- Royce Clark....Delegado